# Syzygium luehmannii
Syzygium luehmannii — вечнозелёное дерево, вид рода Syzygium семейства Миртовые, происходящее из прибрежных тропических и субтропических лесов Австралии, выращиваемое ради съедобных грушевидных ягод. Дерево достигает в высоту 30 м в тропическом лесу, но в культуре, обычно не выше 7 м Листья маленькие глянцевые, розово-красные когда молоды. Плод — красная грушевидная ягода длиной 13 мм, с терпким гвоздично-клюквенным ароматом. Он используется для изготовления джема, в качестве добавки в соусы, сиропы и кондитерские изделия. Это дерево может выращиваться также в декоративных целях.